# Tombe de Stevan Milovanov
La tombe de Stevan Milovanov (en serbe cyrillique : Гробно место Стевана Милованова ; en serbe latin : Grobno mesto Stevana Milovanova) est située à Novi Sad, la capitale de la province autonome de Voïvodine, en Serbie. En raison de sa valeur patrimoniale, elle est inscrite sur la liste des monuments culturels protégés de la République de Serbie (identifiant n° SK 1591),.

## Présentation
Stevan Milovanov (1855-1946) a été professeur puis directeur du lycée de Novi Sad. Venu de Belgrade s'installer dans la ville en 1878, il y est resté jusqu'à sa mort. Il a rédigé le premier catalogue imprimé de la bibliothèque de la Matica srpska, la première institution culturelle serbe de cette époque. Sa tombe, située dans le cimetière d'Almaš (en serbe : Almaško groblje), est faite de marbre noir.